# Achalm (Landschaftsschutzgebiet)
Achalm ist ein Landschaftsschutzgebiet mit der Schutzgebietsnummer 4.15.005 im Landkreis Reutlingen in Baden-Württemberg.

## Lage und Beschreibung
Das Landschaftsschutzgebiet umfasst den Gipfelbereich der Achalm mit Laubwaldkuppe und Schafweiden. Die Achalm ist ein Zeugenberg im Achalmgraben und das Wahrzeichen Reutlingens.
Das Schutzgebiet entstand durch Verordnung des Landratsamtes Reutlingen vom 31. Oktober 1958. Gleichzeitig trat die Anordnung des Landratsamtes Reutlingen zur einstweiligen Sicherstellung des Landschaftsteiles „Achalm“ vom 7. Januar 1943 außer Kraft. Es gehört zum Naturraum 101-Mittleres Albvorland innerhalb der naturräumlichen Haupteinheit 10-Schwäbisches Keuper-Lias-Land und auch zum FFH-Gebiet 7520-311 Albvorland bei Mössingen und Reutlingen.

## Schutzzweck
Wesentlicher Schutzzweck ist die Erhaltung der Vielfalt, Eigenart und Schönheit des Gipfelbereichs der Achalm mit Blockwald. An den Hängen befinden sich einige Magerrasenbiotope und Streuobstwiesen. Außerdem soll die Nutzung der Grasflächen rund um den Gipfel als Schafweiden und auch der hohe Erholungswert für die Bevölkerung sichergestellt werden.